# Serraval
Serraval és un municipi francès situat al departament de l'Alta Savoia i a la regió d'Alvèrnia-Roine-Alps. L'any 2007 tenia 624 habitants.

## Demografia

### Població
El 2007 la població de fet de Serraval era de 624 persones. Hi havia 228 famílies de les quals 52 eren unipersonals (24 homes vivint sols i 28 dones vivint soles), 64 parelles sense fills, 104 parelles amb fills i 8 famílies monoparentals amb fills.
La població ha evolucionat segons el següent gràfic:
Habitants censats

### Habitatges
El 2007 hi havia 398 habitatges, 234 eren l'habitatge principal de la família, 154 eren segones residències i 10 estaven desocupats. 350 eren cases i 48 eren apartaments. Dels 234 habitatges principals, 160 estaven ocupats pels seus propietaris, 57 estaven llogats i ocupats pels llogaters i 17 estaven cedits a títol gratuït; 4 tenien una cambra, 17 en tenien dues, 42 en tenien tres, 79 en tenien quatre i 92 en tenien cinc o més. 185 habitatges disposaven pel capbaix d'una plaça de pàrquing. A 87 habitatges hi havia un automòbil i a 131 n'hi havia dos o més.

### Piràmide de població
La piràmide de població per edats i sexe el 2009 era:
| Homes | Edats   | Dones |
| ----- | ------- | ----- |
| 0     | 95 o +  | 0     |
| 0     | 90 a 94 | 0     |
| 4     | 85 a 89 | 0     |
| 0     | 80 a 84 | 0     |
| 8     | 75 a 79 | 16    |
| 0     | 70 a 74 | 16    |
| 4     | 65 a 69 | 0     |
| 12    | 60 a 64 | 12    |
| 16    | 55 a 59 | 4     |
| 4     | 50 a 54 | 20    |
| 24    | 45 a 49 | 16    |
| 16    | 40 a 44 | 36    |
| 24    | 35 a 39 | 8     |
| 16    | 30 a 34 | 24    |
| 32    | 25 a 29 | 16    |
| 12    | 20 a 24 | 16    |
| 32    | 15 a 19 | 32    |
| 24    | 10 a 14 | 16    |
| 8     | 5 a 9   | 20    |
| 4     | 0 a 4   | 16    |

## Economia
El 2007 la població en edat de treballar era de 424 persones, 344 eren actives i 80 eren inactives. De les 344 persones actives 331 estaven ocupades (187 homes i 144 dones) i 13 estaven aturades (4 homes i 9 dones). De les 80 persones inactives 28 estaven jubilades, 27 estaven estudiant i 25 estaven classificades com a «altres inactius».

### Ingressos
El 2009 a Serraval hi havia 233 unitats fiscals que integraven 625 persones, la mediana anual d'ingressos fiscals per persona era de 19.788 €.

### Activitats econòmiques
Dels 31 establiments que hi havia el 2007, 1 era d'una empresa de fabricació d'altres productes industrials, 10 d'empreses de construcció, 4 d'empreses de comerç i reparació d'automòbils, 2 d'empreses de transport, 3 d'empreses d'hostatgeria i restauració, 6 d'empreses de serveis, 4 d'entitats de l'administració pública i 1 d'una empresa classificada com a «altres activitats de serveis».
Dels 7 establiments de servei als particulars que hi havia el 2009, 1 era un guixaire pintor, 3 fusteries, 2 electricistes i 1 restaurant.
Els 2 establiments comercials que hi havia el 2009 eren botiges de menys de 120 m².
L'any 2000 a Serraval hi havia 35 explotacions agrícoles que ocupaven un total de 972 hectàrees.

## Equipaments sanitaris i escolars
El 2009 hi havia una escola elemental integrada dins d'un grup escolar amb les comunes properes formant una escola dispersa.

## Poblacions més properes
El següent diagrama mostra les poblacions més properes.